# Stéphanie Ludwig
Pour les articles homonymes, voir Ludwig.
Stéphanie Ludwig, née le 29 novembre 1972 à Casablanca au Maroc, est une handballeuse internationale française. Avec l'équipe de France, elle est notamment championne du monde en 2003 et a terminé sixième des Jeux olympiques d'été de 2000. En club, elle a notamment évolué au Metz Handball avec lequel elle a remporté à quatre reprises le championnat de France.

## Biographie
Native de Casablanca où elle vit jusqu'à ces 6 ans, Stéphanie Ludwig a rencontré le handball à l'ASPTT Bar-le-Duc à dix ans. À la fin des années 1980, elle intègre ensuite le sport-études de Bordeaux et évolue pour le Bordeaux Étudiants Club.
En 1992, elle rejoint Béthune et termine à la deuxième place en championnat en 1995. Elle connait alors ses premières sélections en équipe de France puis rejoint l'AS Bondy en 1996.
Elle développe ensuite son palmarès dans le club de Metz qu'elle rejoint en 1998. Elle y devient à quatre reprises championne de France (en 1999, 2000, 2002 et 2004) et remporte la coupe de France en 1999.
Elle devient également un cadre de l'équipe de France : médaillée d'argent au championnat du monde 1999, elle termine ensuite à la 6e place aux Jeux olympiques de 2000. Elle remporte ensuite une médaille de bronze au championnat d'Europe 2002 avant d'atteindre la consécration avec un titre de championne du monde en 2003.
À 35 ans, elle s'engage avec un club de handball de Saint-Pierre de la Réunion, Case Cressonnière, où elle rejoint Leila Lejeune, son ancienne coéquipière à Metz.
En 2016, elle rejoint l'Aviron bayonnais pour entraîner l'équipe engagée (et promue) en Nationale 1 féminine. En février 2017, elle prolonge son contrat avec la formation basque pour une saison supplémentaire. Elle quitte le club basque à l'issue de l'exercice 2017-2018.

## Palmarès

### En club
compétitions nationales
- championne de France en 1999, 2000, 2002 et 2004 (avec l'ASPTT Metz)
- vice-championne de France en 1995 (avec Stade béthunois BL)
- vainqueur de la coupe de France en 1999 (avec l'ASPTT Metz)
- vainqueur de la coupe de la Reine en 2003 (avec Ferrobús Mislata)

### En équipe nationale
Jeux olympiques
- 6e place aux Jeux olympiques de 2000[2]

Championnats du monde
- finaliste du championnat du monde 1999
- vainqueur du championnat du monde 2003

Championnats d'Europe
- troisième du championnat d'Europe 2002

Autres
- Médaille d'or aux Jeux méditerranéens de 1997 à Bari
- Médaille d'or aux Jeux méditerranéens de 2001 à Tunis